# Ed Graham
Edwin James Graham (Great Yarmouth, 20 de fevereiro de 1977), conhecido por Ed Graham é  ex-baterista da banda inglesa The Darkness e Stone Gods.
Em 2008, foi anunciado no Blog da banda Stone Gods que, devido a uma lesão grave, Graham seria incapaz de se juntar à banda em turnê, e uma substituição temporária seria feita ,porém mais tarde, foi anunciado que Graham tinha deixado a banda com problemas de saúde devido a uma doença do sangue chamado de "osteonecrose", e já resultou em ele ter a cirurgia para substituir parte de seus quadris.
Em 2011, ele se reuniu novamente com The Darkness, depois de curar completamente de sua condição gravando o albúm Hot Cakes.
Em 7 de outubro de 2014, foi anunciado que a banda já não estava trabalhando com o baterista Ed Graham, afirmando que "por várias razões, todos nós decidimos seguir em frente. Nós amamos Ed e o desejamos felicidade."